# Série isóloga
Define-se série isóloga como sendo um conjunto de compostos orgânicos pertencentes à mesma função química e que diferem entre si por um número inteiro de grupos H2.
Exemplos:
Butano: CH3 - CH2 - CH2 - CH3 --> C4H10
1-Buteno: CH2 = CH - CH2 -CH3 → C4H8 (OBS: 1-buteno, devido à nomenclatura IUPAC)
Os compostos pertencentes a uma série isóloga, ditos isólogos, apresentam as seguintes características:
- propriedades químicas diferentes, pois a estrutura molecular se altera
- propriedades físicas semelhantes, pois apresentam massas moleculares aproximadamente iguais
- diferem entre si pela saturação ou pela ciclilização das cadeias carbônicas;